# Saint-Sornin-la-Marche
 Saint-Sornin-la-Marche  (en occitano Sent Sòrnin la Marcha) es una población y comuna francesa, situada en la región de Lemosín, departamento de Alto Vienne, en el distrito de Bellac y cantón de Le Dorat.

## Demografía
| 465 | 429 | 408 | 309 | 298 | 239 | 246 |
| Para los censos de 1962 a 1999 la población legal corresponde a la población sin duplicidades (Fuente: INSEE [Consultar]) |     |     |     |     |     |     |